# Bitectipora
Bitectipora is een mosdiertjesgeslacht uit de familie van de Bitectiporidae en de orde Cheilostomatida

## Soorten
- Bitectipora bifrons (Hincks, 1884)
- Bitectipora cincta (Hincks, 1885)
- Bitectipora mucronifera (Powell, 1967)
- Bitectipora ozalea (Gordon, 1989)
- Bitectipora retepora (Gordon, 1989)
- Bitectipora rostrata (MacGillivray, 1887)
- Bitectipora subsinuata (Hincks, 1884)
- Bitectipora umboavicula Florence, Hayward & Gibbons, 2007